# ファミマデジタルワン
株式会社ファミマデジタルワン（Famima Digital One Co., Ltd.）は、東京都港区に本社を持つ日本のフィンテック企業。旧商号は株式会社UFI FUTECH（UFI FUTECH Co.,Ltd.）。UFI FUTECHとなる以前の商号は株式会社ファミマ・ドット・コム（famima.com Co., Ltd.）。
同社が運営していたウェブサイト「ファミマ.com」についても本項で述べる。

## 概要
ネットショッピングビジネス、エージェントビジネス、コンテンツビジネスを展開している。マルチメディア端末「Famiポート」の設置および運営に関する業務、及びファミリーマート等で利用できるバーコード決済サービス・FamiPayの運営業務を行っている。

## 沿革
2000年5月19日に株式会社ファミリーマートの子会社、株式会社ファミマ・ドット・コムとして設立。
2017年9月1日、ファミリーマート（2代目）が保有する当社の全株式をユニー・ファミリーマートホールディングス（UFHD、伊藤忠商事がUFHD株式の過半数を保有する）に移管し「株式会社UFI FUTECH」に商号変更した。社名は「UNY FamilyMart ITOCHU Future Technology」の略称。
2019年7月1日、「株式会社ファミマデジタルワン」に商号変更した。
2019年9月1日、UFHDとファミリーマート（2代目）の合併により、ファミリーマート（3代目）が親会社となった。

## 過去の事業
ファミマ・ドット・コムは、かつてはインターネットサービスとして、総合ショッピングサイトの「ファミマ・ドット・コム」と食品専門の「ファミマ・フードパーク」を展開していたが、2010年12月8日に両者を統合し、ネットショッピングサイト「ファミマ.com」とした。ファミリーマートでの店頭受取と宅配受取が選べ、店頭受取では送料無料になる。
ファミマ・ドット・コムの利用100円につきで「ファミマネットポイント」1ポイントが貯まり（ファミマ・フードパークの利用では貯まらない）、ポイントは次回以降の買い物で1ポイントから1ポイント=1円で値引きに使えるほか、100ポイント以上1ポイント単位でTポイントに交換できた。関連して、ファミリーマート店頭で配付される月刊フリーペーパー（ショッピングカタログ）「Famima.com マガジン」を発行していた。
これらのサービスは2018年2月28日に終了した。